# حي الفردوس (حلب)
حي الفردوس بمدينة حلب حي الفردوس يعد من أحياء حلب العريقة ويقع في القسم الجنوبي من مدينة حلب والحي ملاصق لحيي الكلاسة وبستان القصر وباب المقام وكرم الدعدع ويسكنه المسلمون. وفيه عدد من الجوامع، منها جامع الفردوس الذي يعد من الجوامع التاريخية في المدينة وجامع خياطة وجامع عمر بن الخطاب وجامع أبو هريرة وفيه مجموعة من المدارس الملاصقة لبعضها والقريبة من جسر الحج وهي مدرسة الشهيد معروف قرنوب ومدرسة محمد هيثم سكري ومدرسة الشهداء ويوجد سوق شعبي في الحي. وفيها قال بعض الشعراء: في باب فردوس حلب ... سطر من الدر عجب

## آثاره
وفي الفردوس عمارة ضيفة خاتون بنت الملك العادل سيف الدين أبي بكر محمد زوجة الملك الظاهر غازي بن صلاح الدين يوسف بن أيوب والدة الملك العزيز ابن الملك الظاهر بنتها جامعا ومدرسة وتربة ورباطا سنة ٦٣٣ هجري وهو عبارة عن مجمع ووقفت عليها أوقافا عظيمة جميعها أراض من جملتها قرية كفر زيتا وثلث طاحون من النهريات.

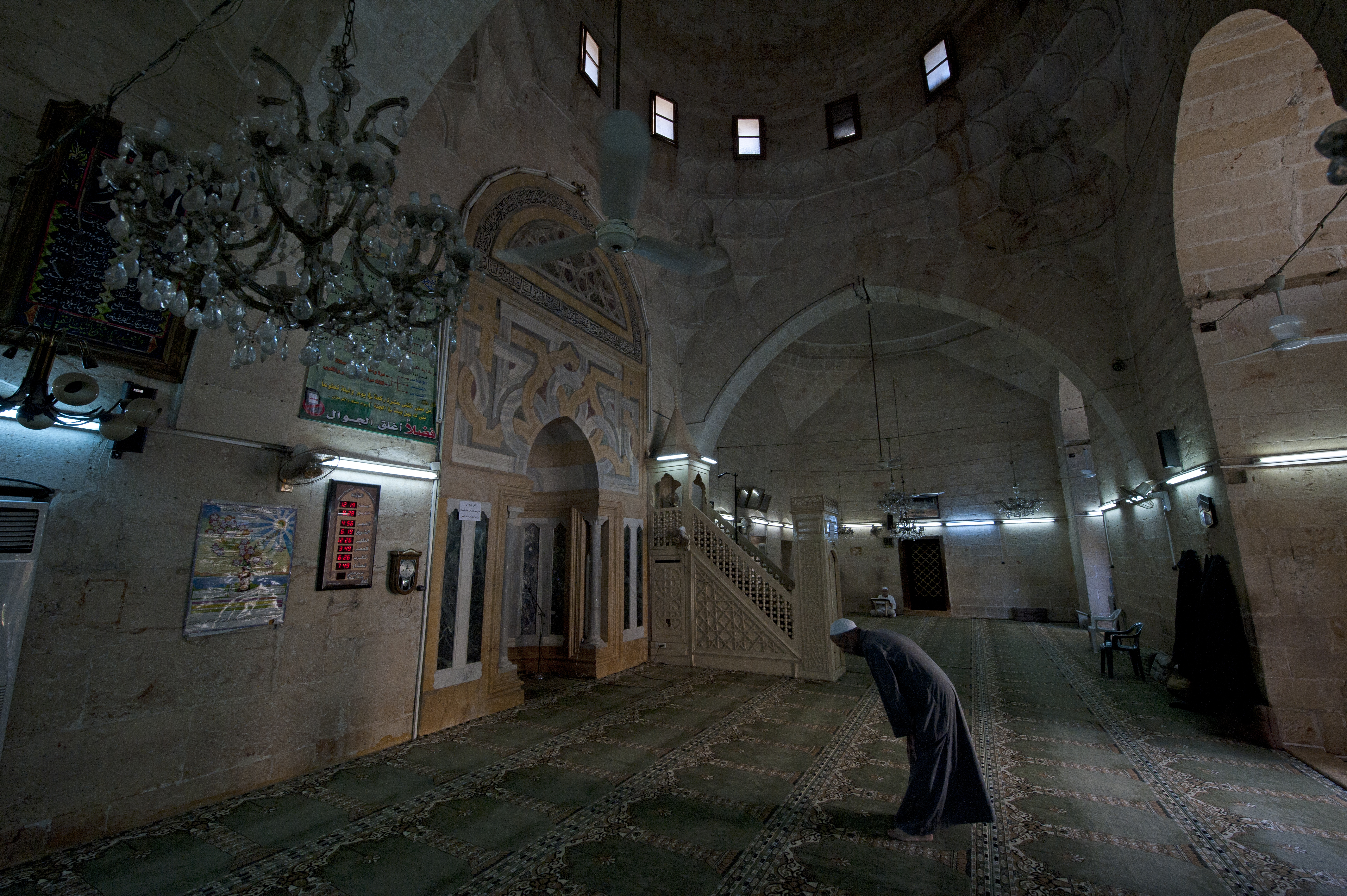

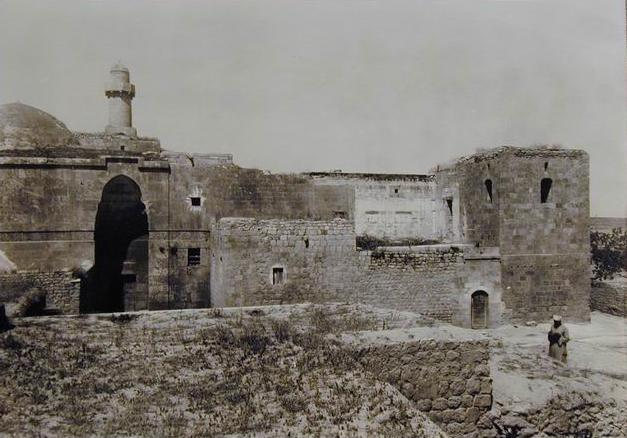

### جامع الفردوس
وجامعها كبير و مشهور ومعدود في حلب من الآثار الأيوبية القديمة ويقصده السواح لما اشتمل عليه من عظمة البناء وضخامة الحجارة والأعمدة وبداعة الطراز. صحنه يبلغ ستين ذراعا أو 27 مترا وفيه حوض واسع على شاكلة حوض السلطانية وفي شماليه إيوان كسروي وعلى جانبيه المدرسة والمطبخ وفي شرقي الصحن وغربيه الرباط والتربة وكلاهما الآن مملوءان قبورا. وفي جنوبي الصحن قبلية واسعة على طول الصحن في عرض نحو ثلاثين ذراعا أو 13 و نصف مترا ومنبر هذا الجامع جدد بعد واقفته ومن أجمل ما فيه المحراب فإنه عديم النظير لما اشتمل عليه من حسن الصنعة والنقوش والإتقان والإحكام فيه عدة ألواح من حجر اليشم النادر الوجود وهذه اللفظة فارسية أصلها أشباد جشم. قال ابن العديم وهو من أعاجيب الدنيا يرى الناظر إليه وجهه فيه من صفاء معدنه. ثم إن عمارة الفردوس كما قال ابن شداد بناؤها عظيم مرتفع بالحجارة الهرقلية وهي كثيرة الأماكن وبها خشخاشة للموتى وبركة ماء تشبه بركة الظاهرية يأتي إليها الماء من بستانها من دولاب خارجها وفي جانب هذا البستان إيوان عظيم بالحجارة العظيمة.ومدرسته من أعظم المدارس الإسلامية من العصر الأيوبي. في هذه المدرسة أعمدة ضخمة من الرخام الأصفر ملقاة في صحنها وفيها قاعة عظيمة لمدرسها وللمدرسة من جهاتها الأربع مناظر وشبابيك إلى بستانها وفيها إيوان مكتوب عليه في طرازه وطرازها "لله در أقوام إذا جن عليهم الليل سمعت لهم أنين الخائف وإذا أصبحوا رأيت عليهم تغير ألوان."